# 皮內鎮區 (阿肯色州卡羅爾縣)
皮內鎮區（英語：Piney Springs Township）是位於美國阿肯色州卡羅爾縣的一個行政鎮區。

## 地方資料
根據2010年美國人口普查的數據，皮內鎮區的面積為41.83平方千米，當中陸地面積為41.83平方千米，而水域面積為0.00平方千米。當地共有人口225人，而人口密度為每平方千米5人。